# 八並武治
八並 武治（やつなみ たけじ、1877年（明治10年）12月4日 - 1947年（昭和22年）7月10日）は、明治末から昭和前期の政治家、弁護士。憲政会、立憲民政党、日本進歩党に所属。衆議院議員を通算7期務めた。

## 経歴
大分県下毛郡、のちの鶴居村（現中津市）で、八並甚六の四男として生まれた。第二高等学校から東京帝国大学法科大学（独法）に進み、1909年（明治42年）に卒業。卒業後は八王子に弁護士事務所を開業し、1915年（大正4年）から翌年まで箕浦勝人逓信大臣の秘書官を務め、憲政会に入党した。
1920年（大正9年）の第14回衆議院議員総選挙で当選。以後、7回の当選回数を数えた。その間、加藤高明内閣・第1次若槻内閣で司法参与官、第2次若槻内閣・齋藤内閣で司法政務次官を歴任した。その他、法制審議会委員、司法制度調査会委員、司法省行政委員、憲政会幹事長、立憲民政党総務、大政翼賛会本部参与、翼賛政治会評議員、政調司法兼務委員などを務めた。

## 国政選挙歴
- 第14回衆議院議員総選挙（東京府第12区、1920年5月、憲政会公認）当選[6]
- 第15回衆議院議員総選挙（東京府第12区、1924年5月、憲政会公認）当選[7]
- 第16回衆議院議員総選挙（東京府第7区、1928年2月、立憲民政党公認）次点落選[8]
- 第17回衆議院議員総選挙（東京府第7区、1930年2月、立憲民政党公認）当選[9]
- 第18回衆議院議員総選挙（東京府第7区、1932年2月、立憲民政党公認）当選[10]
- 第19回衆議院議員総選挙（東京府第7区、1936年2月、立憲民政党公認）当選[11]
- 第20回衆議院議員総選挙（東京府第7区、1937年4月、立憲民政党公認）当選[12]
- 第21回衆議院議員総選挙（東京府第7区、1942年4月、翼賛政治体制協議会推薦）当選[13]